# Tonårsliv
För den svenska TV-serien med samma namn, se Tonårsliv (dokumentärserie)
Tonårsliv (engelska: Confessions of a Teenage Drama Queen) är en amerikansk film från 2004 i regi av Sara Sugarman, baserad på författaren Dyan Sheldons bok Confessions of a Teenage Drama Queen från 1999. Filmens huvudroll spelas av Lindsay Lohan.

## Handling
Lindsay Lohan spelar Mary Steppe (som kallar sig för Lola). Unga Mary Steppe måste flytta från innegänget i New York till förorten i New Jersey. Hon är van att stå i centrum och få allas uppmärksamhet, men där är platsen som skolans första dam redan upptagen av Carla Santini och hon tänker inte ge upp rollen så lätt för någon nykomling. Nu måste Lola använda all sin kunskap och alla sina knep för att få platsen Fröken Populär att bli sin egen.

## Rollista
- Lindsay Lohan - Mary (Lola) Steppe
- Adam Garcia - Stu Wolff
- Glenne Headly - Karen Steppe
- Alison Pill - Ella Gerard
- Eli Marienthal - Sam
- Carol Kane - Miss Baggoli
- Megan Fox - Carla Santini
- Sheila McCarthy - Mrs. Gerard
- Tom McCamus - Calum
- Richard - Mr. Gerard
- Alison Sealy-Smith - Sergeant Rose
- Assley Legfat - Marcia

## Musik
1. "Drama Queen" - Lindsay Lohan
2. "Ready" - Cherie
3. "Ladies Night" - Atomic Kitten featuring Kool & the Gang
4. "Perfect" - Simple Plan
5. "Tomorrow" - Lillix
6. "What Are You Waiting For" - Lindsay Lohan
7. "Na Na" - Superchick
8. "1, 2, 3" - Nikki Cleary
9. "Don't Move On/Living For the City/Changes" Medley - Lindsay Lohan
10. "Boom" - Fan 3
11. "A Day in the Life" - Lindsay Lohan
12. "The Real Me" - Alexis
13. "Un-Sweet Sixteen" - Wakefield
14. "Only In the Movies" - Diffuser